# 新香港聯盟
新香港聯盟，簡稱新港盟，最初是由38個基本法諮詢委員會的親北京商人和專業人士在1989年5月組成，由羅德丞領導和牽頭。

## 歷史
新香港聯盟在1989年5月（六四事件前）成立，以論政團體形式出現，成員多為基本法起草委員，如梁振英、黃宜弘等。正面評論認為它旨在扮演中間人的角色，平衡社會各階層的利益，另一方面卻被指「走上層政治路線」，專注於跟中共高層互動，香港市民大眾並非其首要關注對象。
1989年8月底，新港盟提出「一會（立法會）兩局（地區直選和功能組別）」的政制方案（即立法會分組點票制，適用於任何議案），最後演變成「分組投票制」寫入基本法。同年11月，羅德丞率訪京團與中共總理李鵬會面，先於六四事件之後的香港各政治團體。
1991年香港立法局選舉中，新港盟派出張慧燊和王敏超競選港島西地方選區直選，並由簡福飴和黃宜弘分別競選功能界別的建築、測量及都市規劃界以及商界（第二），結果僅黃宜弘在無對手下自動當選。
1995年香港立法局選舉中，派出唐一柱和黃宜弘分別競選功能界別的漁農、礦產、能源及建造界和商界（第二），結果跟上屆一樣。
1996年，羅德丞表態有意角逐第一任香港行政長官；羅於1995年放棄英國護照，領取中華人民共和國護照；由於當時香港居民不能輕易申領中國護照，輿論遂質疑中國大陸護照的審批制度是否嚴密，以及羅是否「走後門」（擁有特权）。受此事影響，羅因支持度不足，無法獲足夠香港特別行政區第一屆政府推選委員會委員提名而宣佈放棄，此後淡出政壇。
新港盟在1999年解散。

## 前成員
- 羅德丞
- 韋基舜
- 王敏超
- 梁愛詩
- 李國章
- 曹宏威
- 黃宜弘
- 梁振英
- 張慧燊
- 簡福飴
- 郭志權
- 陳永棋(1990年退出)
- 列顯倫
- 唐一柱
- 許冠文
- 羅文鈺
- 伍秉堅
- 李家傑
- 李志華
- 查伍小貞(1990年退出)
- 利榮康
- 黃匡源(1990年退出)
- 鄔維庸
- 譚惠珠
- 岑才生
- 浦炳榮
- 黃霑
- 徐是雄
- 楊孝華
- 田北俊(1990年退出)
- 馮國綸(1990年退出)
- 莊紹樑
- 阮北耀
- 王敏剛
- 郭元漢
- 何鍾泰
- 李耀光
- 李仲賢
- 宋衍禮
- 郭炳江
- 陶學祁
- 吳偉基
- 梁定邦
- 楊少初